# 云敞
敞（？—？），字幼孺，西漢末年平陵縣（今陝西省咸陽市西北）人。云敞的老師吳章為漢代著名儒士，擔任王莽長子王宇的師傅，因王莽排斥漢平帝的外戚衛氏，吳章和王宇為此共謀用血塗在王莽家門，想讓王莽因懼怕鬼神而同意讓外戚衛氏前來長安，真相被揭露後吳章獲罪腰斬，其門下的弟子無人敢幫他收屍，只有時任大司徒掾的云敞挺身而出替吳章收殮安葬，車騎將軍王舜敬佩云敞的志節，推薦他為中郎、諫大夫。王莽篡漢建立新朝後，云敞任魯郡大尹，後來因有病被免職。更始帝年間，云敞受徵召為御史大夫，不久又因病罷官在家中去世。

## 生平
云敞拜平陵縣的吳章為師，吳章因鑽研《尚書經》而成為博士，當時汉平帝以中山王的身分登上皇位，因其年齡幼小，王莽執掌朝政大權，自命名號為「安漢公」，並以漢平帝是過繼給汉成帝作後嗣為理由，不讓漢平帝照顧自己的親屬，漢平帝的生母衛姬和他的外家衛氏都留在中山國，不准前往京師长安，漢平帝之母衛姬為此思念兒子日夜哭泣不已。
王莽的長子王宇，反對父親王莽阻隔漢平帝與外戚衛氏的往來，擔心漢平帝長大以後怨恨，王宇於是和自己的老師吳章密謀，趁夜裡把血塗抹在王莽的府門上，製造出鬼神警告的假象，企圖以此恐嚇王莽，吳章打算趁機指出王莽的過錯，事情敗露後，王莽殺死王宇，並將整個衛氏家族誅滅，因密謀此事而受牽連者，死了一百多個，吳章則被處以腰斩之刑，屍體放置在長安東市門示眾。
吳章是當時赫赫有名的儒學大師，教授的弟子眾多，人數高達一千多人，王莽認為這些弟子是惡人的黨徒，都應當禁錮，不准做官，吳章的門人為此皆改名換姓，另投他人為師。而云敞此時正擔任大司徒掾，主動檢舉自己是吳章的學生，替吳章收屍，抱著他的屍體歸家，用棺材裝殮埋葬，京師的人都對云敞讚歎不已，車騎將軍王舜極為欣賞他高尚的志氣節操，把云敞比擬作漢高祖時的欒布，上奏請求讓云敞做自己的掾屬，並舉薦他任中郎、諫大夫。
王莽篡位以後，王舜擔任新朝的太师，又推薦云敞可以勝任輔佐大臣，後來云敞因得病遭免官，之後唐林舉薦云敞可以主管一郡政事，提拔他為魯郡的大尹。更始年間，朝廷派遣安車徵召云敞為御史大夫，然而云敞再一次因有病被免職，於家中去世。

## 評價
- 班固：昔仲尼稱不得中行，則思狂狷。觀楊王孫之志，賢於秦始皇遠矣。世稱朱雲多過其實，故曰「蓋有不知而作之者，我亡是也。」胡建臨敵敢斷，武昭於外。斬伐姦隙，軍旅不隊。梅福之辭，合於大雅，雖無老成，尚有典刑，殷監不遠，夏后所聞。遂從所好，全性市門。云敞之義，著於吳章，爲仁由己，再入大府，清則濯纓，何遠之有[1]？

## 延伸閱讀
[在维基数据编辑]
 《漢書·卷067》，出自班固《漢書》